# Station Skonseng
Station Skonseng  is een spoorwegstation in Skonseng in de gemeente Rana in fylke Nordland in Noorwegen. Het station werd provisorisch geopend in 1942 toen de aanleg van Nordlandsbanen tot Mo i Rana was gevorderd. In 1959 werd het permament opengesteld. Tussen 1962 en 2005 was het weer gesloten. Het stationsgebouw dateert uit 1955.